# Oluwaseun Osowobi
Oluwaseun Ayodeji Osowobi est une militante nigériane des droits des femmes et fondatrice de l'initiative Stand to End Rape (STER). En 2019, elle a été la deuxième femme nigériane à figurer sur la liste de Time 100 Next, et jeune personne de l'année du Commonwealth.

## Biographie
Osowobi est née[Quand ?] et a grandi au Nigeria, elle a été inspirée par sa mère pour devenir militante. Elle a obtenu une licence en administration locale et en études de développement à l'Université Ahmadu Bello avant de s'inscrire à l'Université de Swansea pour la maîtrise en relations internationales. Sa thèse portait sur l’égalité des sexes et sur les crimes sexuels contre les femmes et les enfants.

## Carrière
Au cours de son mandat au service national pour la jeunesse, Osowobi a travaillé pour la Commission électorale nationale indépendante lors des élections générales de 2011. Pendant qu'elle travaillait, elle a déclaré que : « les membres du village et de la communauté lui ont tendu un piège pour qu'elle soit violée par l'un des garçons du village » après qu'elle a refusé son pot-de-vin. 
Elle est la fondatrice de Stand to End Rape (STER) en 2013,. L'initiative vise à sensibiliser à la violence à l'égard des femmes et apporte un soutien aux victimes d'agressions sexuelles. As of 2019, Time a estimé que l'organisation avait touché près de 200 000 nigérians,.
Oluwaseun Osowobi a reçu en 2017 une bourse Genius de Fondation John D. et Catherine T. MacArthur . Elle a été nommée l'une des personnes de l'année par Time 100 Next, devenant ainsi la deuxième femme nigériane à figurer sur la liste en 2019. Elle a été également nommée Jeunesse de l'année du Commonwealth pour 2019.
Elle a contracté En 2020 le COVID-19 alors qu'elle se trouvait dans la capitale du Royaume-Uni pour assister le 9 mars au service du Commonwealth. Elle s'est rétablie et en forme, les détails de son expérience ont été couverts par les médias.